# Школа рока (телесериал)
«Школа рока» — американский музыкальный ситком канала Nickelodeon. Премьера телесериала состоялась 12 марта 2016 года в США и 17 сентября 2016 года в России. Сериал содержит множество упоминаний реально существующих групп и музыкантов, таких как Ван Хален, AC/DC, Def Leppard, Джоан Джетт, The Beatles и др.

## Сюжет
Сериал повествует о событиях, происходящих в одном из классов школы имени Уильяма Трэвиса в Остине, штат Техас. Томика, Саммер, Зак, Фредди и Лоуренс - одарённые дети, по словам директора Маллинс. После инцидента со скейтбордом Фредди классная руководительница миссис Калпакис оказывается в больнице и покидает школу. Её место занимает Дьюи Финн, в прошлом успешный рок-музыкант, представившийся "учителем на замену", который на самом деле ничего не знает о педагогике. Дети быстро раскрывают его обман, однако успевают привязаться к забавному рокеру и не сообщают ни о чём директору. Мистер Финн рассказывает, что у него есть мечта: победить в музыкальном состязании "Битве групп". Ребята загораются идеей создать собственную рок-группу, но опасаясь реакции руководства школы и родителей, решают сохранить её в тайне.
Сериал непринуждённо освещает важные для подростков темы: умение дружить и любить, попытки обрести самостоятельность и справиться с давлением общества, поиск собственного "я".

## Персонажи

### В главных ролях
- Томика (англ. Tomika) (Бреанна Иде) (англ. Breanna Yde) — солистка группы, играет на бас-гитаре. У неё два старших брата, которые часто над ней подшучивают. Лучшая подруга — Саммер. Любит скейтбординг, придумывает комиксы.
- Фредерик (Фредди) Уэрта (англ. Freddy Huerta) (Рикардо Уртадо) (англ. Ricardo Hurtado) — барабанщик. Его лучшие друзья — Зак и Лоуренс. Как и Томика, увлекается скейтбордингом, тщательно следит за своим внешним видом. Встречался с Кейл, но осознал, что по-настоящему влюблён в Саммер.
- Саммер Бриз Хэтэуэй (англ. Summer Breeze Hathaway) (Джейд Петтиджон) (англ. Jade Pettyjohn) — менеджер группы, играет на бубне. По её словам, её самое любимое занятие — учёба. Лучшая подруга Томики; долгое время испытывала сложные чувства к Фредди.
- Зак Квон (англ. Zack Kwon) (Лэнс Лим) (англ. Lance Lim) — играет на соло-гитаре. Его лучшие друзья — Фредди и Лоуренс, но это не мешает ему частенько манипулировать простодушным Лоуренсом. По наставлению властного отца собирается поступить в Йель и заняться бизнесом, хоть иногда и ставит под вопрос его приказы.
- Лоуренс (Ларри) (англ. Lawrence) (Эйдан Майнер) (англ. Aidan Miner) — "технический гений". Его лучшие друзья — Фредди и Зак. С 11 месяцев играет на фортепиано, в группе же играет на синтезаторе. Встречается с Эсме.
- Дьюи Алехандро Финн (англ. Mr. Finn) (Тони Кавалеро) (англ. Tony Cavalero) — новый временный учитель и бывшая рок-звезда, фронтмен нескольких музыкальных групп. Живёт с родителями, ранее работал в палатке с замороженным йогуртом. Помогает создать группу и выручает ребят в трудных ситуациях, несмотря на свой образ "большого ребёнка".
- Розали Маллинс (англ. Principal Mullins) (Джемма Уильямсон) (англ. Jemma Williamson) — директор школы (1 сезон - эпизодическая роль, со 2 сезона - главная).

### Роли второго плана
- Кларк (англ. Clark) (Иван Маллон) (англ. Ivan Mallon) — главный антагонист сериала, постоянно пытающийся насолить ребятам и добиться расформирования группы.
- Кейл (англ. Kale) (Брэк Бэссинджер) (англ. Brec Bassinger)  (сезоны 2-3) — увлечённая эко-активистка; некоторое время встречалась с Фредди.
- Ашер (англ. Usher)  (Уилл Киндрачук) (англ. Will Kindrachuk) (сезоны 2-3)
- Эсме (англ. Esme) (Хейли Пауэлл) (англ. Haley Powell)

## Роли дублировали
- Анастасия Масленникова — Томика
- Данила Ефремов — Фредерик (Фредди) Уэрта
- Таисия Ярышева — Саммер Бриз Хэтэуэй
- Алексей Комов — Зак Квон
- Тихон Бузников — Лоуренс (Ларри)
- Александр Нуждин — Дьюи Алехандро Финн
- Ирина Киреева — Розали Маллинс
- Василиса Эльдарова — Кейл, Эсмеральда, Регина, Одри, Новый Лоуренс, Элисон, Член Комитета, Зима, Макита

## Производство
В августе 2014 Nickelodeon анонсировал адаптацию фильма «Школа рока». Съемки начались в марте 2015 года. 5 апреля Nickelodeon рассказал, что второй сезон будет состоять из 13 эпизодов. Актриса Бреанна Иде написала в своём Твиттере, что производство 2 сезона начнется 24 апреля 2016 года. Второй сезон вышел 17 сентября 2016 года. 2 декабря 2016 года было объявлено о продлении сериала на третий сезон, который будет состоять из 20 эпизодов. Премьера третьего сезона состоялась 8 июля 2017 года. 15 ноября 2017 года Nickelodeon объявил, что третий сезон станет последним.

## Рейтинги
| Сезон | Кол-во серий | Премьера сезона  | Премьера сезона    | Финал сезона   | Финал сезона       | Зрители в среднем (млн чел.) |
| Сезон | Кол-во серий | Дата показа      | Зрители (млн чел.) | Дата показа    | Зрители (млн чел.) | Зрители в среднем (млн чел.) |
| ----- | ------------ | ---------------- | ------------------ | -------------- | ------------------ | ---------------------------- |
| 1     | 12           | 12 марта 2016    | 2.38               | 18 июня 2016   | 1,39               | 1,49                         |
| 2     | 13           | 17 сентября 2016 | 1,34               | 28 января 2017 | 1.18               | 1,35                         |
| 3     | 20           | 8 июля 2017      | 1,03               | 8 апреля 2018  | 0,67               | 0,78                         |

## Награды и номинации
| Год  | Награда                       | Категория                    | Результат |
| ---- | ----------------------------- | ---------------------------- | --------- |
| 2016 | Прайм-таймовая премия «Эмми»  | Выдающаяся детская программа | Номинация |
| 2017 | Премия Гильдии продюсеров США | Выдающаяся детская программа | Номинация |
| 2017 | Прайм-таймовая премия «Эмми»  | Выдающаяся детская программа | Номинация |